# Lubiesza
Lubiesza – wieś w Polsce położona w województwie mazowieckim, w powiecie sokołowskim, w gminie Ceranów. Ma status sołectwa.
| SIMC    | Nazwa            | Rodzaj    |
| ------- | ---------------- | --------- |
| 0669520 | Kolonia Lubieska | część wsi |

W latach 1975–1998 miejscowość administracyjnie należała do województwa siedleckiego.
Mieszkańcy wyznania rzymskokatolickiego należą do parafii Niepokalanego Poczęcia NMP w Ceranowie.